# Ray Chapman
Raymond Johnson Chapman detto Ray (Beaver Dam, 15 gennaio 1891 – New York, 17 agosto 1920) è stato un giocatore di baseball statunitense.
È stato il secondo giocatore della Major League Baseball a morire in seguito alle ferite riportate durante una partita; il primo fu Doc Powers nel 1909. Chapman fu colpito alla testa da una palla scagliata dal lanciatore dei New York Yankees Carl Mays.

## Carriera
Esordì nella Major League nel 1912 con la squadra di Cleveland che all'epoca si chiamava Cleveland Naps. Nel 1918 fu il leader dell'American League nella classifica dei punti segnati. Specialista del bunt, è il sesto miglior giocatore di sempre per numero di bunt di sacrificio con 334. Fu anche molto valido nel gioco difensivo interpretando al meglio il suo ruolo di interbase. Nel 1917 stabilì un record di squadra di 52 basi rubate in una singola stagione, che resistette sino al 1980, quando fu battuto da Miguel Dilone con 61.

### L'incidente mortale

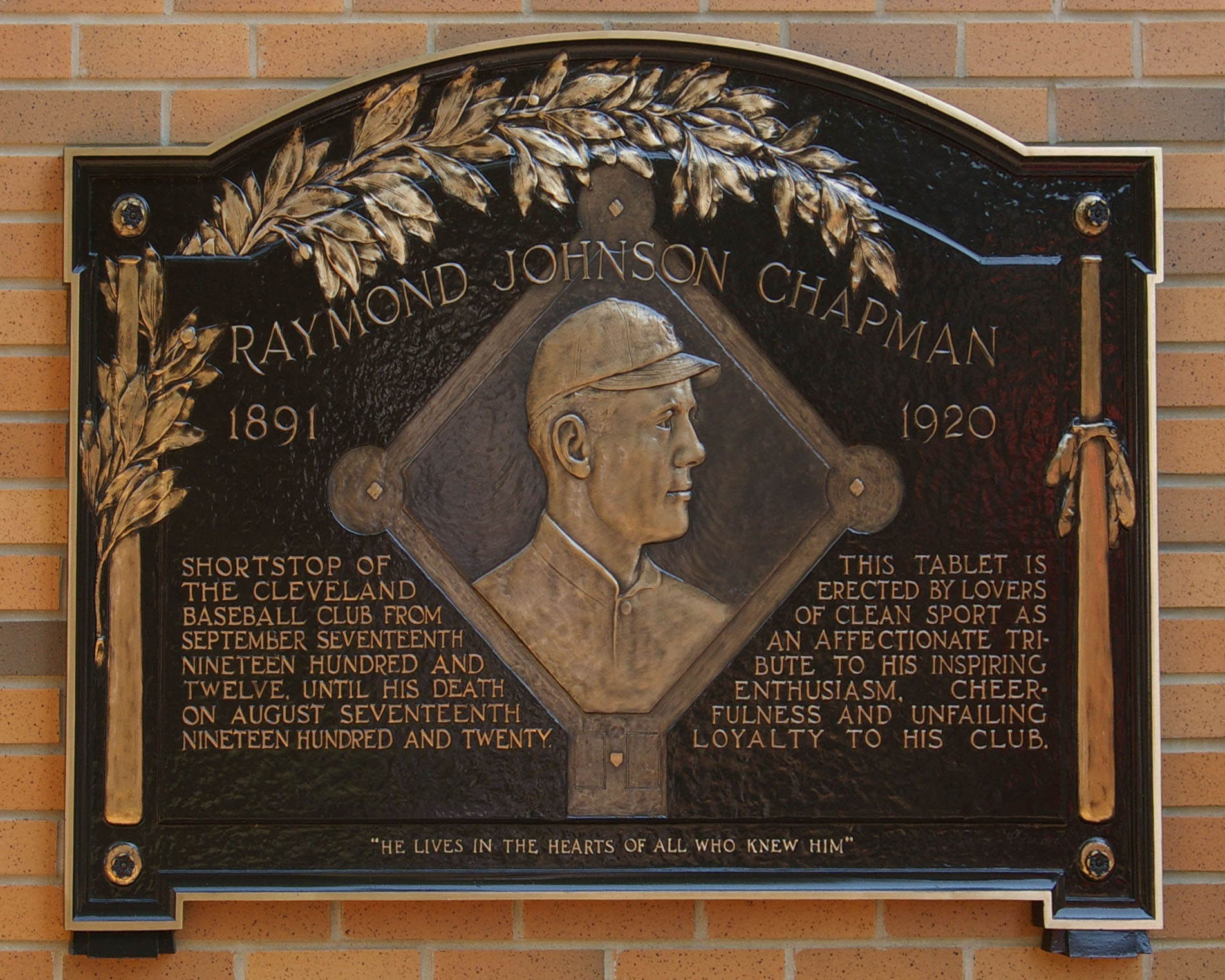
La placca commemorativa esposta al Progressive Field di Cleveland.

Il 16 agosto 1920 fu colpito alla testa durante il quinto inning dell'incontro tra i suoi Cleveland Indians e i New York Yankees da una palla lanciata da Carl Mays. Il rumore dell'impatto fu tale che il lanciatore degli Yankees credette di aver colpito la mazza dell'avversario e proseguì nel gioco, raccogliendo la palla e lanciandola verso la prima base per eliminare il corridore. Chapman morì il giorno seguente alle 4.30 del mattino all'ospedale di New York e venne sepolto al Lakeview Cemetery di Cleveland, in Ohio.
Per onorare la sua memoria i giocatori degli Indians indossarono il lutto al braccio nelle partite successive. Poco tempo dopo la sua scomparsa fu creata una placca di bronzo che ritraeva il giocatore con la dicitura "He Lives in the Hearts of All Who Knew Him" (Vive nei cuori di tutti quelli che lo conoscevano). La placca restò affissa per molti anni al League Park e in seguito fu spostata al Cleveland Municipal Stadium prima di essere smarrita durante il trasporto al Progressive Field. Nel 2007 la placca fu ritrovata ed ora è esposta nel nuovo stadio.
Le cause dell'incidente, oltre che nella fatalità, vanno ricercate nello stile di gioco dell'epoca; in quel periodo il ruolo del lanciatore era diverso da oggi, parte integrante del ruolo era quello di "sporcare" la palla con terra, saliva, petrolato, tabacco da masticare o altri artifici per appesantirla e creare traiettorie imprevedibili per i battitori (questi lanci sono chiamati in gergo spitball).
Questa pratica diminuiva il controllo della palla e aumentava la possibilità di lanci incontrollati e potenzialmente pericolosi. L'incidente occorso a Chapman convinse i vertici della lega a bandire le spitball, imponendo ai giocatori di sostituire le palle ogniqualvolta si sporcassero, ma non a rendere obbligatorio l'uso del casco protettivo.